# Dufourea carbopila
Dufourea carbopila là một loài Hymenoptera trong họ Halictidae. Loài này được Wu mô tả khoa học năm 1986.